# Volcán Xaltepec
El volcán Xaltepec es un volcán monogenético perteneciente a la sierra de Santa Catarina, en la Ciudad de México, es una eminencia topográfica que tiene una altura de 2567 m s. n. m. y una edad de ~132 000 años. Sus productos corresponden al campo composicional de las andesitas basálticas, presentando una firma geoquímica asociada a subducción.

## Nomenclatura
El volcán Xaltepec es también llamado "Cerro de la Cruz" por los habitantes del pueblo de Santiago Zapotitlán ubicado al sur de este, su nombre se compone de Xalli "arena" y Tepec que es una deformación de la palabra Tepetl que significa "Cerro" por lo que significaría "Cerro de Arena".

## Ubicación
El volcán Xaltepec es un volcán extinto que se encuentra en el oriente de la Ciudad de México, en los límites de las alcaldías Iztapalapa y Tláhuac, al sur se encuentra el pueblo de Santiago Zapotitlán. Es el tercer volcán más alto de la sierra de Santa Catarina, después de los volcanes Guadalupe y Tecuauhtzin. Corresponde a una cadena de pequeños volcanes extintos durante la era mesozoica formada por seis picos (algunas definiciones incluyen al cerro de la Estrella en la sierra de Santa Catarina, con lo cual serían siete). De las elevaciones que forman esta sierra, uno pertenece al estado de México. La sierra de Santa Catarina fue declarada área de conservación ecológica en la década de los noventa. Tiene una importancia estratégica para la ciudad, pues permite la recarga de los mantos freáticos de que se abastecen de agua los capitalinos. En la década de 1920, el Dr. Atl tenía la intención de convertirla en un centro de desarrollo cultural para el D. F.

## Explotación de recursos naturales
La sierra de Santa Catarina, como la de Guadalupe se encuentra expuesta a un grave deterioro ecológico. Sus bosques han sido arrasados. En temporada de lluvias, las cumbres de la sierra de Santa Catarina se cubren de una capa de vegetación que les da un aspecto saludable. Sin embargo, entre los meses de octubre a mayo, cuando las lluvias en la cuenca de México son escasas, es posible apreciar que está gravemente deforestadas. Por si esto fuera poco, la sierra ha sido sometida a la explotación de sus yacimientos de tezontle, basalto y arena con fines de construcción 

## Historia
Este volcán se formó durante el Pleistoceno-Chibaniense y tiene una edad de 132 000 ± 70 años (datación mediante 40Ar/39Ar), forma parte de la Sierra de Santa Catarina, la cual a su vez se encuentra en la provincia fisiográfica de la Faja Volcánica Transmexicana.
Desde antes de la erupción del volcán Xitle y hasta el 200 a.c. entre el volcán Xaltepec y el volcán Yuhualixqui los chichimecas y los toltecas se asentaron, formando el señorío de Techichco que significa "en los senos de piedra" ya que estos dos volcanes asemejan los pechos de una mujer
Hay pruebas de que hubo asentamientos en su lado sur antes de la erupción del volcán Xitle.
En 1435 en sus faldas en el sur se fundó el pueblo de Zapotitlán.
Durante la época de los mexicas se llevaron a cabo guerras floridas, así como la batalla Chalco-Techichco.Los químicos de INAH descubrieron que el tezontle usado para la construcción de la casa de las águilas en Tenochtitlan proviene de este volcán
Después de la conquista el pueblo de Tláhuac protesto al gobierno que Tláhuac era un pueblo muy pobre debido a que era una isla y no tenía terrenos para sembrar, entonces el gobierno le dotó un terreno en la parte sur de los volcanes Xaltepec y Tetecón en el año de 1579 y que fue donada a los dominicos en 1582, en el que se construyó una prospera hacienda que recibió el nombre de "Tlaxalla" o "Tlatzalan", para el año de 1752 la hacienda era propiedad de un hacendado llamado Manuel Nogueron, en estas fechas los pobladores de Santiago Zapotitlán que tenían sus terrenos en la polvorilla protestaron porque el señor Nogueron soltaba a sus animales y destrozaban la milpa
En la época actual el volcán se ha visto severamente afectado y desgastado por la explotación de los recursos naturales.
El 19 de septiembre de 2017 un terremoto (M 7.1) con epicentro en la zona limítrofe entre Morelos y Puebla provocó un gran deslave en la cima de este volcán.